# Aprilia RST 1000 Futura
La RST 1000 Futura è una motocicletta di grossa cilindrata (superiore a 600 cm³), tipologia "Gran Turismo Sportiva" prodotta dalla casa Aprilia.

## Descrizione
Venne presentata al salone di Monaco nel settembre del 2000 con una enorme sella che fungeva da fianchetto coprendo il telaietto posteriore in acciaio; non venne apprezzata dal pubblico per questa stranezza. Aprilia riuscì a raccogliere questa critica e a lanciare già al MotorShow dello stesso anno la versione modificata con sella ridotta e fianchetti in tinta con il resto della carrozzeria.
È dotata di un motore bicilindrico a V di 60° a 4 valvole e 2 candele di accensione (twin spark) per cilindro di produzione Rotax per una cilindrata complessiva di 997,62 cm³ e 84 KW (114 CV) di potenza massima. Lo stesso propulsore, in potenze diverse, equipaggia anche la Aprilia ETV 1000 Caponord e la Aprilia RSV 1000. Lo scarico era un "due in uno" con collettori in acciaio inossidabile e catalizzatore a norme Euro 1 con scarico centrale sottosella.
È stata prodotta negli anni dal 2001 al 2004 ed il prezzo "chiavi in mano" nel 2001 superava i 22 milioni di lire. L'alto costo di listino, le linee troppo spigolose per quel periodo e una certa somiglianza con la VFR 800 di casa Honda, dal costo più contenuto della Futura, nonché discutibili politiche aziendali, ne hanno decretato la fine della produzione nel breve volgere di tre anni.
Come accessori di serie erano rese disponibili due valigie laterali in tinta con la carrozzeria (max vel. sostenibile: 130 km/h). A richiesta era disponibile un copriserbatoio ed una borsa da serbatoio. La RST1000 Futura non aveva la disponibilità originale di montare un bauletto posteriore centrale. Sono usciti in seguito alcuni kit di trasformazione.